# Rio Patuca
O Rio Patuca é um rio da América Central que banha as Honduras.